# Rockford (Tennessee)
Rockford is een plaats (city) in de Amerikaanse staat Tennessee, en valt bestuurlijk gezien onder Blount County.

## Demografie
Bij de volkstelling in 2000 werd het aantal inwoners vastgesteld op 798.
In 2006 is het aantal inwoners door het United States Census Bureau geschat op 816, een stijging van 18 (2.3%).

## Geografie
Volgens het United States Census Bureau beslaat de plaats een oppervlakte van
8,1 km², waarvan 8,0 km² land en 0,1 km² water.

## Plaatsen in de nabije omgeving
De onderstaande figuur toont nabijgelegen plaatsen in een straal van 16 km rond Rockford.